# Rose Loga
Rose Loga, née le 27 juillet 2002 à Paris, est une athlète française d'origine camerounaise, spécialiste du lancer du marteau. Habitant Mainvilliers (Eure-et-Loir), elle est licenciée à l'Athlé Chartres Lucé ASPTT Mainvilliers (Aclam).

## Biographie
En 2021, Rose Loga établit un nouveau record de France junior du lancer du marteau en atteignant la marque de 71,09 m à Eaubonne. Elle remporte la médaille d'argent aux championnats d'Europe juniors à Tallinn ainsi qu'aux championnats du monde juniors à Nairobi.
Elle participe aux championnats d'Europe 2022 à Munich mais s'incline dès les qualifications (66,27 m).
Elle est éliminée en qualifications lors des championnats du monde 2023 à Budapest (67,95 m).
En 2024, Rose Loga bat son record personnel, qui datait de 2021, en 72,01 m à Saint-Denis.
En 2024, elle remporte la médaille de bronze lors des championnats d'Europe grâce à un lancer à 72,68 m, son nouveau record personnel, et participe aux Jeux olympiques de Paris.

## Palmarès
| Date | Compétition                   | Lieu    | Résultat | Marque  |
| ---- | ----------------------------- | ------- | -------- | ------- |
| 2021 | Championnats d'Europe juniors | Tallinn | 2e       | 67,11 m |
| 2021 | Championnats du monde juniors | Nairobi | 2e       | 67,70 m |
| 2024 | Championnats d'Europe         | Rome    | 3e       | 72,68 m |
| 2025 | Coupe d'Europe des lancers    | Nicosie | 2e       | 72,87 m |

| Date | Compétition            | Lieu    | Résultat | Marque  |
| ---- | ---------------------- | ------- | -------- | ------- |
| 2021 | Championnats de France | Angers  | 2e       | 69,48 m |
| 2022 | Championnats de France | Caen    | 3e       | 63,74 m |
| 2023 | Championnats de France | Albi    | 3e       | 66,71 m |
| 2024 | Championnats de France | Angers  | 1re      | 70,60 m |
| 2025 | Championnats de France | Talence | 1re      | 67,71 m |

## Records

### Record personnel
| Épreuve           | Marque  | Lieu        | Date             |
| ----------------- | ------- | ----------- | ---------------- |
| Lancer du marteau | 73,17 m | Saint-Denis | 1er février 2025 |

### Meilleures performances par année
| Année | Distance | Date             | Lieu              | Rang                 |
| ----- | -------- | ---------------- | ----------------- | -------------------- |
| 2018  | 56,85 m  | 20 mars 2018     | Saran             | 438                  |
| 2019  | 59,66 m  | 5 mai 2019       | Vineuil           | 308                  |
| 2020  | 66,54 m  | 15 février 2020  | Salon-de-Provence | 52                   |
| 2021  | 71,09 m  | 31 janvier 2021  | Eaubonne          | 33                   |
| 2022  | 70,81 m  | 22 mai 2022      | Saran             | 42                   |
| 2023  | 70,04 m  | 9 juin 2023      | Paris             | 48                   |
| 2024  | 72,68 m  | 10 juin 2024     | Rome              | 22                   |
| 2025  | 73,17 m  | 1er février 2025 | Saint-Denis       | 15 (au 22 juin 2025) |